# Pyrinia lebonaria
Pyrinia lebonaria es una especie de polilla de la familia Geometridae. La especie fue descrita por primera vez por Francis Walker habiendo sido descrita en 1860, con distribución en Venezuela.

## Descripción
Es una polilla color ocráceo brillante, amarillo pálido por debajo. Los palpos son parduscos. Las antenas son robustas y simples. Las alas son bastante anchas, con una línea marrón recta y oblicua, la cara inferior sin líneas. Las alas anteriores son agudas, con una línea pardusca interior casi recta y vertical. La línea exterior cuenta con puntos blancos, que no se extiende hasta la costa y de color pardo-emeroso, Cuenta con una diminuta punta discal negra. Las alas posteriores cuentan con el borde exterior ligeramente curvado.